# Дедовичи
Дедовичи (рус. Дедовичи) насељено је место са административним статусом варошице (рус. посёлок городского типа) на западу европског дела Руске Федерације. Налази се у источном делу Псковске области и административно припада Дедовичком рејону чији је уједно и административни центар.
Према проценама националне статистичке службе за 2015. у вароши је живело 7.974 становника, или око две трећине од укупне рејонске популације.
Статус насеља урбаног типа, односно варошице носи од 1967. године.

## Географија
Варошица Дедовичи смештена је у источном делу Псковске области, односно у централном делу Дедовичког рејона, на источним обронцима Судомског побрђа. Налази се на око 130 километара источније од Пскова, на обалама реке Шелоњ.
Дедовичи су важна железничка станица на линији међународне железничке пруге Санкт Петербург—Витепск.

## Историја
На месту савременог насеља током средњег века постојало је утврђење чији остаци постоје и данас. Савремено насеље званично је основано 1901. године, као једна од 5 железничких станица на делу пруге Санкт Петербург—Кијев, на потезу од Дна до Новосокољникија. Новооснована железничка станица име је добила по оближњим селима Велики и Мали Дедовец.
Након што је 1. августа 1927. успостављен Дедовички општински рејон, Дедовичи постају његовим административним центром. Током фашистичке окупације од августа 1941. до фебруара 1944. на целом подручју деловали су јаки партизански покрети отпора.
Званичан административни статус варошице носи од 1967. године.

## Демографија
Према подацима са пописа становништва 2010. у вароши је живело 8.798 становника, док је према проценама националне статистичке службе за 2015. варошица имала 7.974 становника.
| 1939. | 1959. | 1970. | 1979. | 1989. | 2002. | 2010. | 2015. |
| ----- | ----- | ----- | ----- | ----- | ----- | ----- | ----- |
| 2.607 | 2.604 | 3.288 | 5.640 | 8.240 | 9.881 | 8.798 | 7.974 |